# Alvania cancellata
Alvania cancellata är en snäckart som först beskrevs av Da Costa 1778.  Alvania cancellata ingår i släktet Alvania och familjen Rissoidae. Inga underarter finns listade i Catalogue of Life.

## Bildgalleri

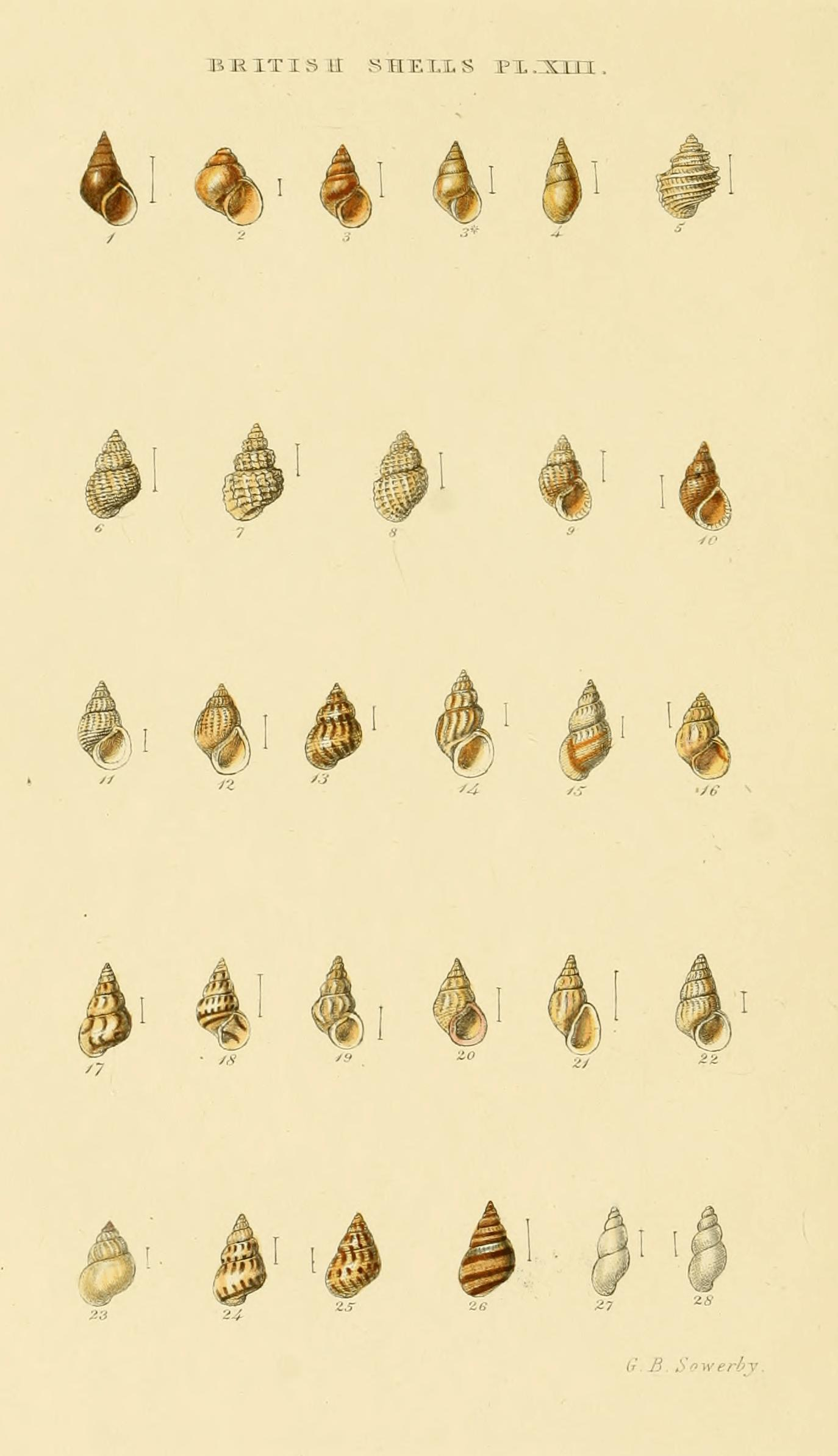